# 31e division blindée (Inde)
Pour les articles homonymes, voir 31e division.
La 31e division blindée indienne était une division blindée du Raj britannique pendant la Seconde Guerre mondiale. Formée en 1940 sous le nom de 1re division blindée indienne ; elle se composait d'unités de l'armée britannique et de l'armée indienne britannique réparties en trois brigades blindées (les 1re et 2e brigades blindées indiennes) et d'une brigade motorisée (la 3e brigade automobile indienne).

## Histoire
En octobre 1941, date à laquelle le 1er groupe de soutien indien rejoint la division, la 1re division blindée indienne est renommée 31e division blindée indienne. Les brigades de la division sont rebaptisées 251e et 252e brigades blindées indiennes et 31e groupe de soutien indien (le nom de la Motor Brigade est resté inchangé).
À la mi-1942, le groupe de soutien est dissous, la 251e brigade est détachée et le reste de la division est déployé pour rejoindre la dixième armée britannique servant en Irak, en Syrie et au Liban. À cette époque, le General Officer Commanding est le major-général Robert Wordsworth et le commandant de l'Artillerie royale est le brigadier C. P. B Wilson. Cependant, la division ne prend pas part aux combats, malgré le détachement de la 3e brigade de motorisée indienne en Égypte dans la campagne du désert occidental en 1941 et 1942. Celle-ci sera déployée de nouveau après une réformation en 1944 et 1945 sous le nom de 43e brigade d'infanterie indienne (Lorried) lors de la campagne d'Italie en tant que brigade indépendante. La 31e division vit une action mineure en avril 1944 lorsqu'elle fut déployée précipitamment en Égypte pour stopper une mutinerie au sein de la 1re brigade d'infanterie grecque.
Les régiments de chars reçurent des M4 Sherman en novembre 1943 en vue d'un transfert vers le front italien qui ne se produisit jamais, ceux-ci furent déployés en Irak, en Syrie et en Egypte,.
La 31e division blindée indienne fut rebaptisée 1re division blindée de l'armée indienne peu avant son indépendance en octobre 1945.
Avec la redésignation de la 31e division, aucune division ne fut numérotée « 31 » dans l'armée indienne après l'indépendance en 1947, et ce pendant plus de vingt ans. Le nom de 31e division blindée fut rétablie en tant que partie de l'armée indienne en 1972. Elle fut créée à Jhansi et y restera basée dans le cadre du XXIe corps. Elle est maintenant connue sous le nom de division « Tigre blanc ».

## Structure en 1942

### 252ebrigade blindée indienne
- Commandant de brigade G. Carr-White
  - 14e / 20e Hussars
  - 14e Prince of Wales's Own Scinde Horse
  - 1 / 4e Bombay Grenadiers

### 3ebrigade motorisée indienne

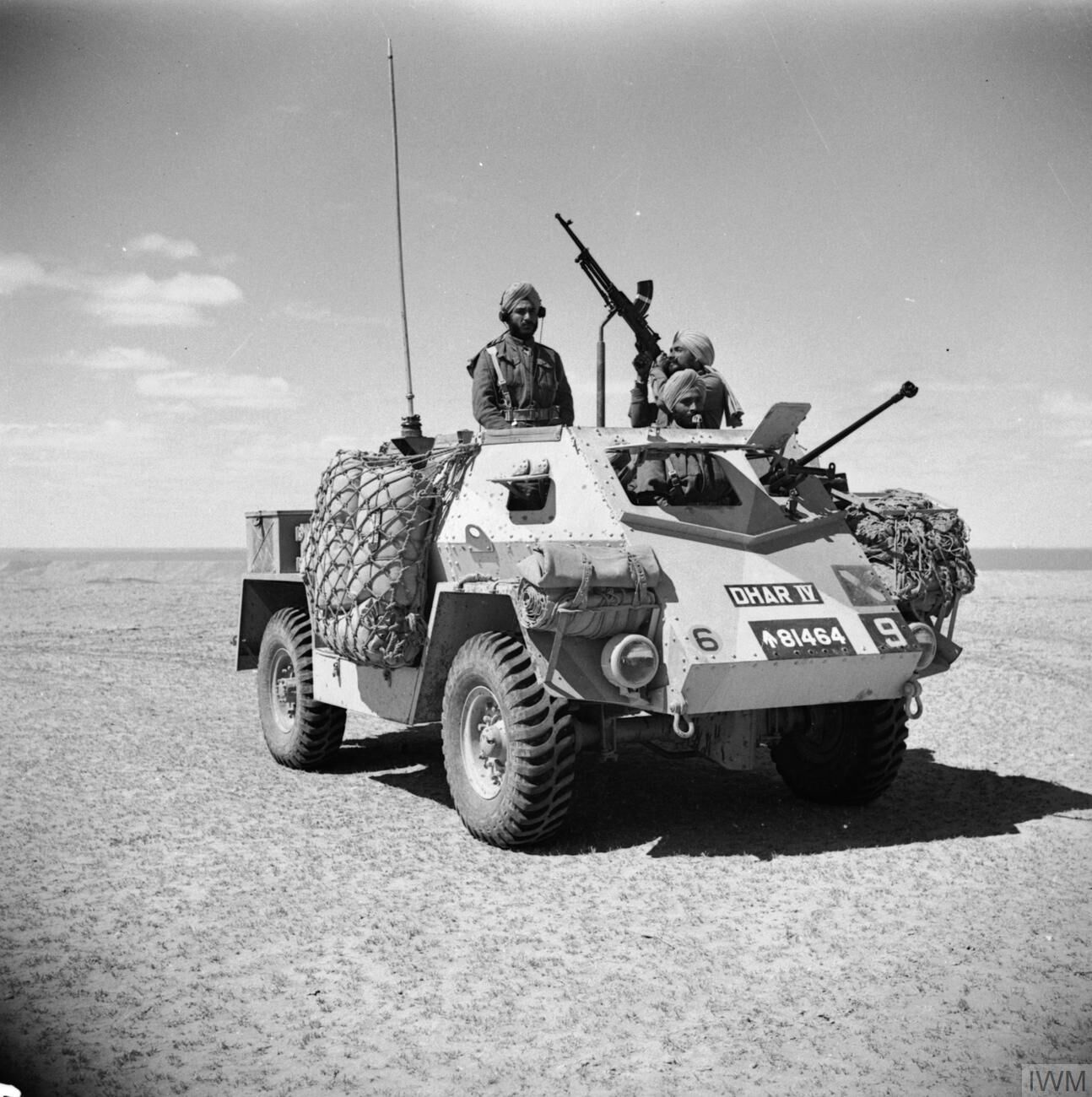
Un modèle indien de type Carrier Mk IIA nommé 'Dhar IV', utilisé en Afrique du Nord par la 3e brigade motorisée indienne.

- Commandant de brigade A. A. E. Filose
  - 2e Lancers (Gardner's Horse)[5]
  - 11e Prince Albert Victor's Own Cavalry (Frontier Force)
  - 18e King Edward's Own Cavalry
- Après janvier 1943
  - 2 / 6e régiment de fusiliers gorkhas
  - 2 / 8e régiment de fusiliers gorkhas
  - 2 / 10e régiment de fusiliers gorkhas

### Unités divisionnaires
- - 13e Duke of Connaught's Own Lancers
  - 15e Field Regiment, Royal Artillery
  - 144e (Surrey & Sussex Yeomanry Queen Mary's) Field Regiment, R.A.
  - 79e Antitank Regiment, R.A.
  - 32e Field Squadron, QVO Madras Sappers & Miners, Indian Engineers
  - 39e Field Park Squadron, QVO Madras Sappers & Miners, I.E.
  - 31e Indian Armoured Divisional Signals[6]